# Station Bexley
Station Bexley is een spoorwegstation van National Rail in Bexley in het zuidoosten van de regio Groot-Londen in Engeland. Het station is eigendom van Network Rail en wordt beheerd door Southeastern.